# Никитенко, Валерий Ефремович
Валерий Ефремович Никитенко (род. 30 марта 1940, город Овруч, Житомирская область) — советский и российский актёр театра, кино и дубляжа. Народный артист Российской Федерации (2009).

## Биография
В 1961 году окончил Киевский институт театрального искусства им. Карпенко-Карого и был принят в Крымский русский драматический театр имени М. Горького. С 1962 года актёр Ленинградского академического Театра комедии.

## Признание и награды
- Заслуженный артист РСФСР (23 марта 1981 года)
- Народный артист Российской Федерации 25 октября 2009 года) — за большой вклад в развитие отечественного театрального искусства и многолетнюю плодотворную деятельность[1]
- Орден «За заслуги в культуре и искусстве» (30 мая 2025 года) — за вклад в развитие отечественной культуры и искусства, многолетнюю плодотворную деятельность[2].
- Медаль ордена «За заслуги перед Отечеством» II степени (29 октября 2004 года) — за заслуги в области театрального искусства и многолетнюю плодотворную работу[3]

## Фильмография

### Роли в кино
- 1964 — Государственный преступник — Кузьмин Лев, сотрудник КГБ в г. Ленинграде
- 1965 — Давайте знакомиться: месяц Май (фильм-спектакль)
- 1966 — Снежная королева — Сказочник
- 1969 — Приятный сюрприз (короткометражный)
- 1971 — Холодно — горячо — приятель с гитарой
- 1978 — Три ненастных дня — Василий Алабин
- 1981 — Опасный возраст — Славик, друг Родимцевых из Мурманска
- 1982 — Шапка Мономаха — папа Тани
- 1983 — Ювелирное дело — эксперт
- 1992 — Третий дубль
- 1993 — Ты у меня одна — Виктор Васильевич Сопёлкин, начальник КБ, сослуживец Тимошина
- 1995 — Четвёртая планета
- 1995 — Всё будет хорошо — ведущий презентации
- 1998 — Розабелла и тролль — Король
- 2013 — Лекарство против страха — старик

### Озвучивание
- 1937 — Белоснежка и семь гномов — текст от автора (дубляж 2001 год)
- 1983 — На арене — Лурих
- 1984 — Томас и его друзья — рассказчик закадровый перевод
- 1986 — Великий мышиный сыщик — приспешник бандитов (дубляж 2005 год)
- 1987 — Утиные истории — Флинтхарт Гломгольд (дубляж 2004 год, часть серий)
- 1991 — Красавица и Чудовище — диктор
- 1993 — Жизнь и приключения четырёх друзей. Фильм 2-й — от автора
- 1994 — Король Лев — Муфаса
- 1994 — Принцесса Лебедь — Король Уильям
- 1998 — Король Лев 2: Гордость Симбы — Муфаса
- 1998 — Мулан — Первый предок
- 2005 — Цыплёнок Цыпа — мистер Шерстиклок
- 2005 — Уоллес и Громит: Проклятие кролика-оборотня — падре Клемент Хеджес
- 2006 — Тачки — Бряк
- 2007 — Пираты Карибского моря: На краю света — губернатор Уэзерби Суонн
- 2008 — Котополис — профессор
- 2008 — Сказки на ночь — Барри Ноттингем
- 2011 — Медвежонок Винни и его друзья — текст от автора